# 森特鎮區 (朱厄爾縣)
森特鎮區（英語：Center Township）為位在美國堪薩斯州朱厄爾縣的鎮區。2010年美国人口普查中該鎮區人口有975人。

## 歷史
森特鎮區於1872年設立。該鎮區的名稱為因位在朱厄爾縣的正中央而得名。

## 地理
森特鎮區涵蓋面積92.8平方（35.8平方英里），其中0.06平方公里或0.06%為水域。

### 城市
- 曼凱托（縣治）

### 鄰近鎮區
- 朱厄爾縣
  - 霍姆伍德鎮區（北）
  - 里奇蘭鎮區（東北）
  - 華盛頓鎮區（東）
  - 布法羅鎮區（東南）
  - 卡爾文鎮區（南）
  - 愛奧尼亞鎮區（西南）
  - 鎮區（西）
  - 鎮區（西北）

### 墓園
此鎮區有3座墓園：路德蘭墓園（Lutheran Cemetery）、芒特霍普墓園（Mount Hope Cemetery）以及聖德肋撒墓園（Saint Teresa Cemetery）。

### 主要公路
- 36号美国国道
- 14號堪薩斯州州道（英语：K-14 (Kansas highway)）
- 28號堪薩斯州州道（英语：K-28 (Kansas highway)）

### 機場
- 曼凱托機場（英语：Mankato Airport）

## 外部連結
- U.S. Board on Geographic Names (GNIS)（页面存档备份，存于）
- United States Census Bureau cartographic boundary files（页面存档备份，存于）
- US-Counties.com
- City-Data.com （页面存档备份，存于）